# فرودگاه ییل
فرودگاه ییل  (به انگلیسی: Yale Airport)  یک فرودگاه همگانی باربری  است که یک باند فرود چمن دارد و طول باند آن ۷۰۱ متر است. این فرودگاه در  کشور ایالات متحده آمریکا قرار دارد و در ارتفاع ۲۴۸ متری از سطح دریا واقع شده است.